# Ombella-Mpoko
Ombella-Mpoko, Ombella-M'Poko (båda franska) eller Ömbëlä-Pökö (sango) är en prefektur i Centralafrikanska republiken. Den ligger i den sydvästra delen av landet, norr och nordväst om huvudstaden Bangui. Antalet invånare var 356 725 vid folkräkningen 2003. Arean var 31 835 kvadratkilometer före den administrativa reformen 2021. Ombella-Mpoko gränsar till prefekturerna Bangui, Lobaye, Mambéré, Nana-Mambéré, Ouham-Pendé, Ouham, Ouham-Fafa och Kémo samt till Kongo-Kinshasa.
Ombella-Mpoko delas sedan 2021, då Bimbo införlivades i Bangui, in i underprefekturerna:
- Boali
- Bogangolo
- Bossembélé
- Damara
- Yaloké